# Tzanetos Grigorakis
Tzanetos „Kapetanakis“ Grigorakis (griechisch: Τζανέτος Καπετανάκης Γρηγοράκης; 1742–1813), auch bekannt als Zanetos oder Tzanibey oder Zanibey oder Tzanetbey oder Zanetbey, war ein griechischer Politiker, Militärführer („Kapetan“) und der dritte Bey von Mani, der prominenteste zusammen mit Petrobey Mavromichalis. Er war der am längsten regierende Bey der Manioten und diente 16 Jahre lang, von 1782 bis 1798.

## Familie

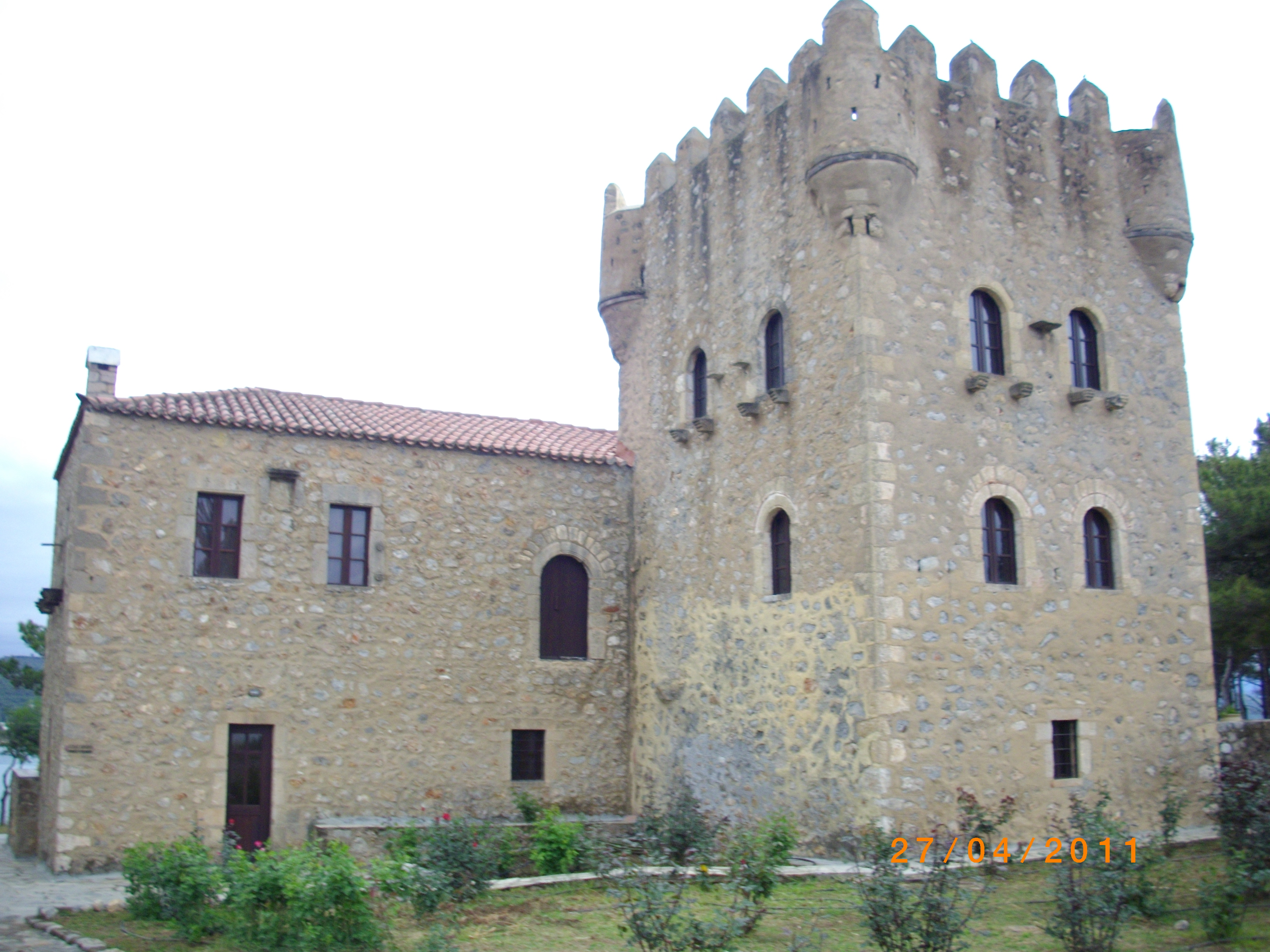
Der Turm in Cranae der Familie Tzannetakides

Grigorakis wurde 1742 in Skoutari in Gythio, Lakonien, geboren und entstammte der berühmten maniotischen Familie Grigorakides, einem führenden lokalen Kriegerclan. Sein Vater, Demetrios „Kapetanakis“ Grigorakis, gab ihm den Namen Tzanetos oder Tzannis, da Ioannis (Ιωάννης, Johannes) im maniotischen Dialekt ausgesprochen wird. Tzanetos war der Vater von Pierros (Πιέρρος, Peter) und Tzortzis (Τζωρτζής, Georg) oder Tzortzakis Grigorakis, dem späteren Häuptling des Tzortzakides-Zweiges. Sein Enkel und Sohn von Tzortzis, Tzannetakis Grigorakis, wurde später der Stammvater des Tzannetakides-Zweiges.

## Frühe Jahre
Grigorakis begann den Militärdienst innerhalb seines Clans, wie alle anderen in Mani. Später, im Russisch-Türkischen Krieg von 1768–1774, erschien er zusammen mit Anagnostaras und Christoforos Perraivos auf den Ionischen Inseln, um im Rang eines Majors in den Streitkräften der Kaiserlich Russischen Armee unter dem Kommando des griechisch-russischen Generals Emmanouil Papadopoulos zu dienen.

### Einnahme von Passavas

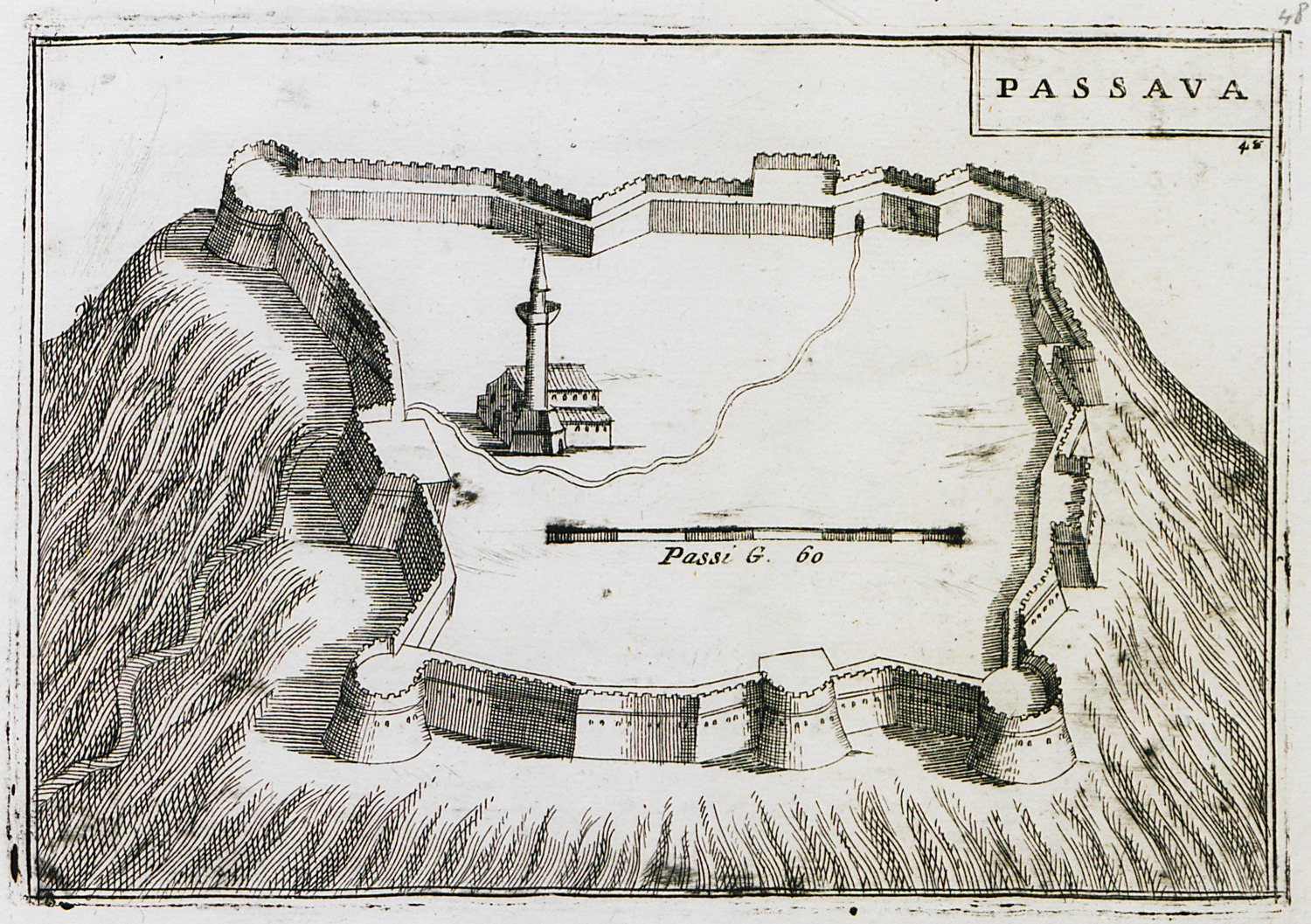
Das Schloss von Passavas, von Vincenzo Coronelli

Hassan Ghazi, der Herrscher von Tripoli, bat die Familie Grigorakis, Tzanetos Grigorakis als Bey zu akzeptieren und die Macht ihres Clans zu nutzen, um Frieden in Mani und den angrenzenden Gebieten zu schaffen. Als die Familie Grigorakis seinen Vorschlag jedoch ablehnte, schlug er Tzanetos Koutoufaris als Bey von Mani vor. Hassan Ghazi schickte einen Gesandten zum Familienoberhaupt der Grigorakis, Exarchos Grigorakis, und verkündete, er wolle verhandeln. Die Männer trafen sich in Tripoli, doch als Exarchos eintraf, ließ Hasan Ghazi ihn festnehmen und hängen.
Als das in Skoutari bekannt wurde, übernahm Tzanetos Grigorakis die Hegenomie als General. Um Rache zu nehmen, versammelte er etwa 3000 Manioten, marschierte in der Burg Passavas gegen die Osmanen und nahm die 700 in und um Passavas lebenden Familien gefangen und massakrierte sie – Männer, Frauen, Kinder, niemand blieb übrig. Nach dem Massaker erweiterte er die Grenzen der Mani bei Kakoskali, einer neuen Grenzlinie, die die Osmanen nie wieder einnehmen konnten.

## Bey von Mani
Im Jahr 1780, nach dem Orlow-Aufstand und kurz vor der Belagerung von Kastania, erhielt Tzanetos Grigorakis mit einem Gesandten eine Nachricht von seinem Schwiegersohn Panagiotaros Venetsanakis und Konstantinos Kolokotronis mit der Aufforderung, eine Hilfstruppe zu schicken und die Belagerung zu vermeiden. Grigorakis hegte jedoch eine persönliche Rivalität mit Panagiotaros und fand sich damit ab, dass sie alleine kämpfen müssten. Die Verweigerung von Unterstützung und Hilfe für die kastanischen Häuptlinge im Jahr 1780 diente objektiv den Plänen von Kapudan Pascha Hassan, sodass der osmanische Militärführer dies nicht vergaß und Tzanetos Grigorakis im Jahr 1782 Bey von Mani wurde.
Grigorakis weigerte sich zunächst, Bey zu werden, doch dann kam der Dragoman der osmanischen Flotte, Nikolae Mavrogheni, der Großonkel von Manto Mavrogenous und spätere Prinz der Walachei, nach Gythio (damals bekannt als Marathonisi) und entführte ihn. Außerdem schickte er die beiden Söhne Grigorakis als Geiseln zu Sultan Abdul Hamid I. und brachte ihn als Gefangenen nach Spetses, wo Grigorakis gezwungen wurde, den Vorschlag der Osmanen anzunehmen.

### Gründung von Marathonisi und Mavrovouni
Grigorakis beschloss, Festungen entlang der Grenzlinie zu errichten, alle umliegenden Gebiete zu besetzen, die Türme zu renovieren oder neue zu bauen und seine Hegemonie von Skoutari nach Gythio zu verlegen, wo er Marathonisi gründete. Außerdem gründete er auf dem nahegelegenen Hügel Lykovouni ein neues Dorf, das er nach dem alten Namen der Region Mavrovouni, Lakonien, benannte. Er baute auch einen Turm in Mavrovouni und zog nach 1806 dauerhaft dorthin.

### Beziehungen mit den Russen
Grigorakis schloss mit den Russen Vereinbarungen, um die Osmanen vom Peloponnes zu vertreiben. 1787, mit Beginn des neuen Russisch-Türkischen Krieges, versuchte Grigorakis, die Russen zu stärken, indem er die Manioten mit einem Brief des russischen Generals Dmitri Senjawin aufrief.
Der Vertrag zur Beendigung des Russisch-Türkischen Krieges wurde 1792 geschlossen, doch Lambros Katsonis weigerte sich, sich an die Vereinbarung zu halten, während er in Mani in Achileion zu Gast war. Daher baten die Osmanen Grigorakis, ihn zu verfolgen und zu verhaften. Katsonis hielt sich in Grigorakis' Haus in Mavrovouni auf, als die Osmanen davon erfuhren und eilten, um ihn zu verhaften. Grigorakis forderte Katsonis auf zu gehen und versteckte seine Offiziere und Matrosen in den Dörfern der Mani, woraufhin die Osmanen elf leere Schiffe kaperten. Nach 1792 misstrauten die Osmanen Grigorakis und so beschloss er, auf dem Hügel des Dorfes Mavrovouni eine Burg zu errichten. 1795 wurde die Burg fertiggestellt und Melissi-Burg genannt, auch bekannt als Burg von Mavrovouni oder Goulades oder Beanica oder Beanka.

### Beziehungen mit den Franzosen

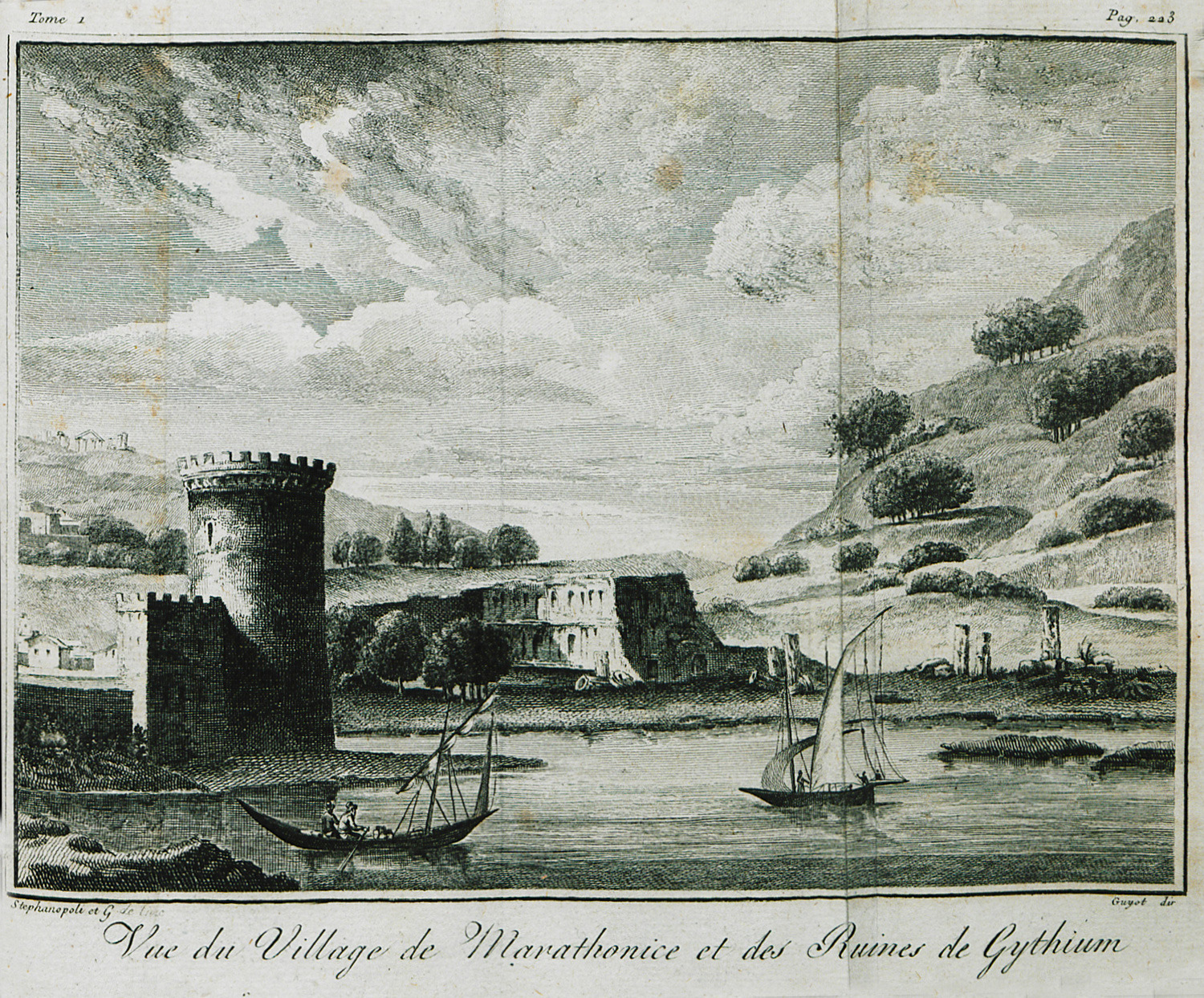
Marathonesi aus der „Voyage de Dimo et Nicolo Stephanopoli en Grece“ (1800)

Nach dem Abzug der Russen im Jahr 1798 beschloss Grigorakis, sich an die Franzosen zu wenden. Er schickte zusammen mit Demetrio Stefanopoli einen Brief an Napoleon Bonaparte, in dem er erklärte, er würde das Anlegen und die Versorgung französischer Schiffe in der Mani erlauben. Bonaparte schickte an Stefanopoli einen Antwortbrief, in dem er die Vereinbarung akzeptierte. Grigorakis schickte seinen Sohn Pierros Grigorakis, Major der Kaiserlich Russischen Armee, zu Bonaparte. Pierros kämpfte in Italien, wo er sich auszeichnete und verwundet wurde, gewann jedoch Bonapartes Achtung, der Demetrio Stefanopoli geheime Anweisungen gab, alle Vertreter der griechischen Gebiete zu treffen. Grigorakis schlug jedoch vor, dass Demetrio in der Mani bleiben und von dort aus alle sicher treffen sollte. Tatsächlich tat er dies, und später, im Jahr 1801, wurde Grigorakis von Bonaparte mit Schießpulver versorgt.
Die Osmanen erkannten bald, dass etwas nicht stimmte, und beschlossen, Grigorakis anzugreifen. Sie schickten drei Schiffe in den Hafen, um starke Truppen an Land zu bringen, während sie gleichzeitig mit ihren Armeen aus Mystras und Vardounia Mani angriffen und einkreisten. Grigorakis berief einen Kriegsrat ein, an dem auch Demetrio teilnahm, und beschloss, mit einem direkten Gegenangriff von mehreren Punkten aus mit kleinen Armeeeinheiten Widerstand zu leisten. Obwohl ihm nur 1000 Mann zur Verfügung standen, erlitten die Osmanen schwere Verluste und zogen sich nach Mystras und zu ihren Schiffen zurück, sodass der Gegenangriff erfolgreich war. Daraufhin ließen die Osmanen Grigorakis 1798 als Bey durch Panagiotis Koumoundouros ersetzen.
Demetrio Stefanopoli war von Grigorakis' strategischen Fähigkeiten und der Kampfweise der Manioten begeistert und informierte Bonaparte darüber, der sich bereit erklärte, einen französisch-türkischen Krieg in der Region zu beginnen. Der neue Bey Koumoundouros war jedoch nicht mit Grigorakis einverstanden, und der Krieg kam nie zustande.

## Letzte Jahre
Im Jahr 1803 begann die zweite osmanische Invasion der Mani, bei der die Burg Melissi durch Kanonenkugeln der osmanischen Flotte beinahe zerstört wurde, weil Grigorakis von Bonaparte erneut Schießpulver erhalten hatte, obwohl die Lieferungen für Zacharias Barbitsiotis bestimmt waren. Grigorakis leistete in der Burg von Cranae Widerstand, die die Osmanen trotz der 2000 darauf abgefeuerten Kanonenkugeln nicht zerstören konnten. Doch bevor die Osmanen sich zurückzogen, überreichte ihnen Georgios Voulgaris aus Hydra einen Plan für einen politischen Sieg, nachdem es ihm gelungen war, den Cousin von Tzanetos, Antonis Grigorakis, an seine Seite zu ziehen, mit dem Versprechen, ihn zum neuen Bey von Mani zu ernennen.
Die Osmanen warfen Koumoundouros sofort vor, Piraterie und verdächtige ausländische Abkommen zu dulden. Sie ersetzten ihn durch Antonis Grigorakis, nunmehr Antonbey, den sie mit der Verhaftung von Tzanetos und Pierros Grigorakis beauftragten. Die osmanischen Truppen in der Region waren zahlreich, und die örtlichen Kaptaneoi wollten das Risiko eines Angriffs auf Antonbey nicht eingehen. Tzanetos floh daher nach Zakynthos, um später Vergeltung zu üben. Die Lage verschärfte sich jedoch, als sich Patriarch Kallinikos V. und alle Würdenträger, sogar Antonbey, gegen den Clan der Grigorakis wandten und die Türme und deren gesamten Besitz beschlagnahmten. Pierros kam mit Erlaubnis von Emmanouil Papadopoulos von Paris nach Zakynthos, um eine Armee unter russischer Flagge zu sammeln und nach Mani zu ziehen. Als die Osmanen dies erfuhren, vergaben sie beiden, und 1806 kehrten Tzanetos und Pierros erfolgreich nach Mani zurück.
Im Jahr 1813 starb Tzanetos Grigorakis in seinem Schloss im Dorf Mavrovouni.